# Кім Даніела Павлін
Кім Даніела Павлін (25 квітня 1992) — хорватська плавчиня.
Учасниця Олімпійських Ігор 2012 року.